# 田鹏飞

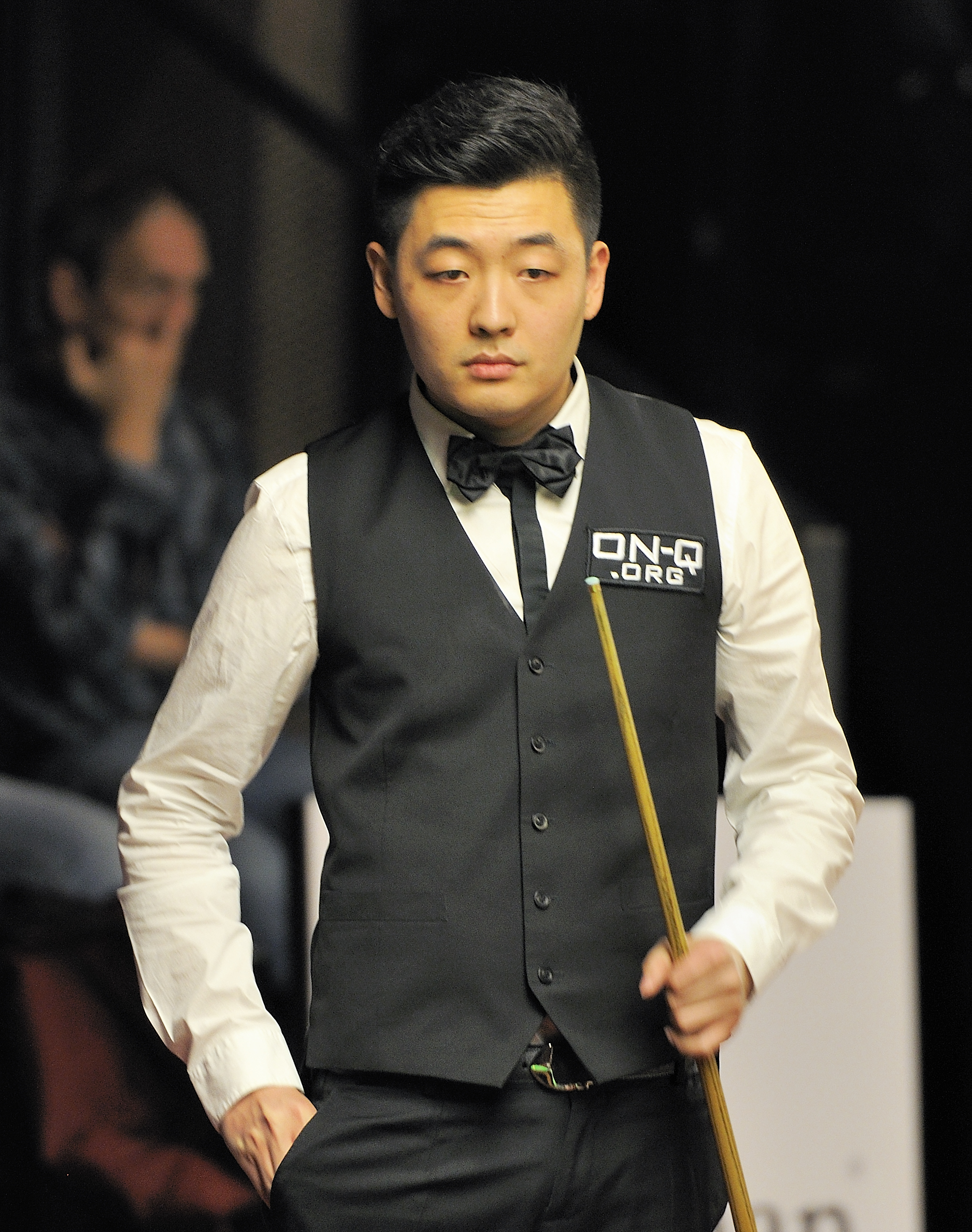
2014德国大师赛

田鹏飞（1987年8月16日—）男，生于中国辽宁省大连市，斯诺克球员。

## 生平
田鹏飞曾获2005年亚洲斯诺克青年锦标赛季军、泊汀斯斯诺克国际公开赛首站冠军及2006年亚洲运动会男子斯诺克双人赛冠军。但在亚运期间，队友周萌萌在女子台球半决赛中放弃比赛后称遭到其性骚扰，事件随即在引起中国体坛及舆论界引起轩然大波。经中国台球协会事后的说明，12月8日当晚，田、周二人约会时发生冲突，田先动手，二人扭打起来后被梁文博劝开，周萌萌找到领队反映情况，领队批评了田鹏飞；但周萌萌拒绝了田鹏飞的道歉，又跑到田鹏飞的房间，用物品砸田鹏飞，后被组织安抚情绪。第二天的半决赛，周萌萌状态全无，以1-7告负，并向现场记者表示要退出接下来的比赛；事后周家还声称要走法律途径。2007年1月，中国台球协会宣布，田鹏飞因先动手引发冲突、周萌萌因不负责任退赛，二人双双禁赛一年（至2007年12月31日）、并公开道歉。
2020年11月，因田鹏飞的新冠病毒检测呈阳性，其被迫退出了在英国进行的斯诺克德国大师赛资格赛。世界斯诺克巡回赛（WST）同时确认，因其需要隔离，将缺席斯诺克北爱尔兰公开赛。